# Tarzan Goes Ape
Tarzan Goes Ape, scritto Tarzan Goes Ape! su schermo, è un videogioco a piattaforme pubblicato nel 1991 per gli home computer Commodore 64 e ZX Spectrum dalla Codemasters. Il protagonista è Tarzan, apparentemente utilizzato senza licenza sul copyright del personaggio originale. Qui Tarzan è stato trasformato in scimmia da uno stregone e ha un aspetto caricaturale. Il titolo è un gioco di parole: goes ape può significare letteralmente "diventa scimmia", ma è anche un modo di dire per "si arrabbia, dà di matto". Il gioco uscì a basso costo e di solito ottenne valutazioni discrete dalla critica, per la buona realizzazione nonostante le meccaniche di gioco molto comuni.

## Modalità di gioco
L'ambiente è bidimensionale a piattaforme, con scorrimento verticale, con sviluppo dal basso verso l'alto. Ci sono tre livelli da affrontare, che rappresentano la giungla, un villaggio di indigeni e un tempio di pietra. Tarzan, sotto forma di scimmia con postura eretta, può camminare in orizzontale, saltare con traiettoria orientabile, arrampicarsi su liane o scale a pioli, e sparare noci di cocco in orizzontale, all'altezza della testa oppure delle gambe.
L'obiettivo di ogni livello è raccogliere sei oggetti sparsi per lo scenario, che rappresentano gli ingredienti e il calderone per la pozione che farà tornare uomo Tarzan. Gli oggetti vanno raccolti nell'ordine prestabilito, costantemente mostrato a video con i loro simboli in sequenza, altrimenti si perde una vita. Ci sono anche molte ciambelle e banane che si possono raccogliere solo per il punteggio.
Si incontrano diversi tipi di nemici: serpenti, coccodrilli, uccelli, indigeni mascherati, rinoceronti. Si muovono seguendo percorsi fissi e sono letali se toccati, mentre Tarzan li può eliminare con le noci di cocco. Se si ritorna con lo scorrimento a una zona già visitata, gli eventuali nemici uccisi in precedenza ricompaiono. Parte della difficoltà è data dalle piattaforme spesso molto piccole e sospese; comunque le cadute di Tarzan sono di per sé innocue. Ci sono anche pericoli immobili costituiti da teschi, alcuni dei quali sono letali mentre altri invertono temporaneamente i controlli di Tarzan.
Tra un livello e l'altro ci sono due livelli bonus privi di nemici, dove l'unico scopo è raccogliere più diamanti possibile entro un limite di tempo.
La versione Commodore 64 è dotata di musica opzionale durante la partita, ma è priva di effetti sonori, mentre la versione ZX Spectrum non ha musica in partita, ma ha semplici effetti sonori. Il tema musicale per C64 venne riutilizzato in Big Nose's American Adventure, realizzato dallo stesso gruppo di persone.